# Milenko
Milenko je moško osebno ime.

## Izvor imena
Ime Milenko je različica moškega osebnega imena Milan.

## Pogostost imena
Po podatkih Statističnega urada Republike Slovenije je bilo na dan 31. decembra 2007 v Sloveniji število moških oseb z imenom Milenko: 682.

## Osebni praznik
Osebe z imenom Milenko lahko godujejo takrat kot osebe z imenom Milan.